# Maria do Rosário Nunes
Maria do Rosário Nunes (Veranópolis, 22 de novembre de 1966) és una professora i política brasilera, actualment diputada federal per Rio Grande do Sul, afiliada al Partido dos Trabalhadores (Partit dels Treballadors) i reconeguda pel seu treball com a defensora dels drets humans.
Del 3 d'abril de 2011 fins a l'1 d'abril de 2014, va ocupar el càrrec de Ministra de la Secretaria de Drets Humans de la Presidència de la República, i actualment ocupa una càtedra a la Cambra Federal. El 2014, va aprovar el curs de doctorat en Ciències Polítiques a la UFRGS.

## Biografia

### Formació
María do Rosário es va graduar en Pedagogia a la Universitat Federal de Rio Grande do Sul (UFRGS) el 1993. El 1999 es va fer especialista en Violència Domèstica a la Universitat de São Paulo (USP). El 2009 es va obtenir un màster en Educació a la Universitat Federal de Rio Grande do Sul (UFRGS). Actualment és doctora en Ciències Polítiques a la UFRGS.

### Carrera política

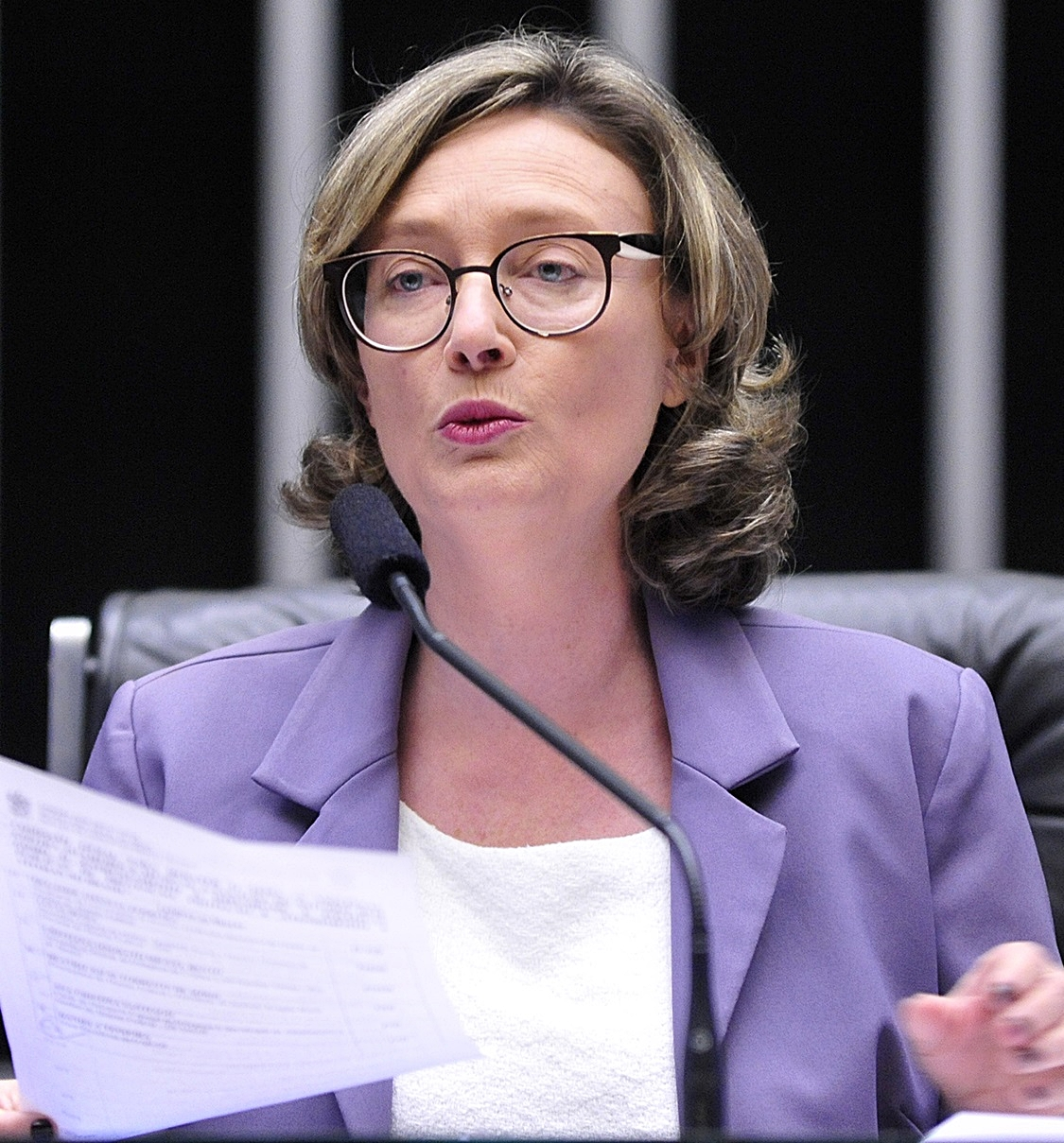
Maria do Rosário a la Càmara dels Diputats (2016)

Va començar la seva trajectòria política al Partido Comunista do Brasil (Partit Comunista del Brasil, PCdoB), per la qual va ser elegit regidora a Porto Alegre, per a la legislatura 1993-1996 amb 7.555 vots. L'any següent a la seva elecció, va marxar cap al Partido dos Trabalhadores (Partit dels Treballadors, PT), on va guanyar la reelecció el 1996, sent la candidata més votada, amb més de 20.000 vots. Maria do Rosário no va acabar el seu segon mandat a l'Ajuntament, ja que el 1998 va ser elegida diputada estatal amb 77.000 vots, sent la segona més votada a Rio Grande do Sul en les eleccions d'aquell any.
El 2003 va assumir el seu primer mandat com a diputada federal i el 2006 va ser reelegida L'any 2002 tenia 143 mil vots i va ser reelegida amb 110 mil vots, sempre entre els candidats més votats de l'estat. L'any 2004, va ser tinenta d'alcalde a la llista encapçalada per Raul Pont. Amb la victòria de José Fogaça (coalició PPS-PTB) es va finalitzar el govern del Partit dels Treballadors a la ciutat de Porto Alegre, que va durava des de la victòria d'Olívio Dutra el 1988.
Al Partit dels Treballadors, va començar a ocupar càrrecs al lideratge del partit, a nivell municipal i estatal, i es va presentar per la presidència nacional del partit el 2005, havent estat derrotada. Va ser vicepresidenta nacional del Partit dels Treballadors durant el període 2005-2007 i membre de l'Executiu Nacional (2007-2008). Actua sobre el moviment intern Movimiento PT.
El 2008 va ser candidata del Partit dels Treballadors per a la ciutat de Porto Alegre. En la primera ronda, després de la tercera posició en les enquestes, va quedar en el 2n lloc, amb el 22,73% de la preferència electoral (179.587 vots), presentant-se per a la segona ronda amb José Fogaça, candidat a la reelecció. En la segona volta va obtenir 327.799 vots (41,05% del total), sent derrotada per Fogaça.
En les eleccions del 2010, el Tribunal Regional Electoral (TER) va prohibir a Maria do Rosário presentar-se per a la seva possible reelecció. El TRE va trobar problemes amb els diners de la campanya de 2008, quan es va presentar a les eleccions municipals de Porto Alegre. Amb diverses apel·lacions, incloses les adreçades al Tribunal Superior Electoral (TSE), María do Rosário va ser absolta dels càrrecs i es va poder presentar. Tanmateix, aquesta resposta del TSE només es va revelar un dia després de les eleccions del 3 d'octubre. Durant el recompte dels vots, la candidata es trobava en l'últim lloc i sense vots. Després de la decisió del TSE, María do Rosário va ser reelegida per un tercer mandat amb poc més de 146 mil vots, sent la sisena més votada a Rio Grande do Sul. També durant les eleccions del 2010, María do Rosário va coordinar el programa del govern de la llavors candidata Dilma Rousseff en els àmbits dels drets humans, educació i polítiques per a dones.

### Secretaria de Drets Humans

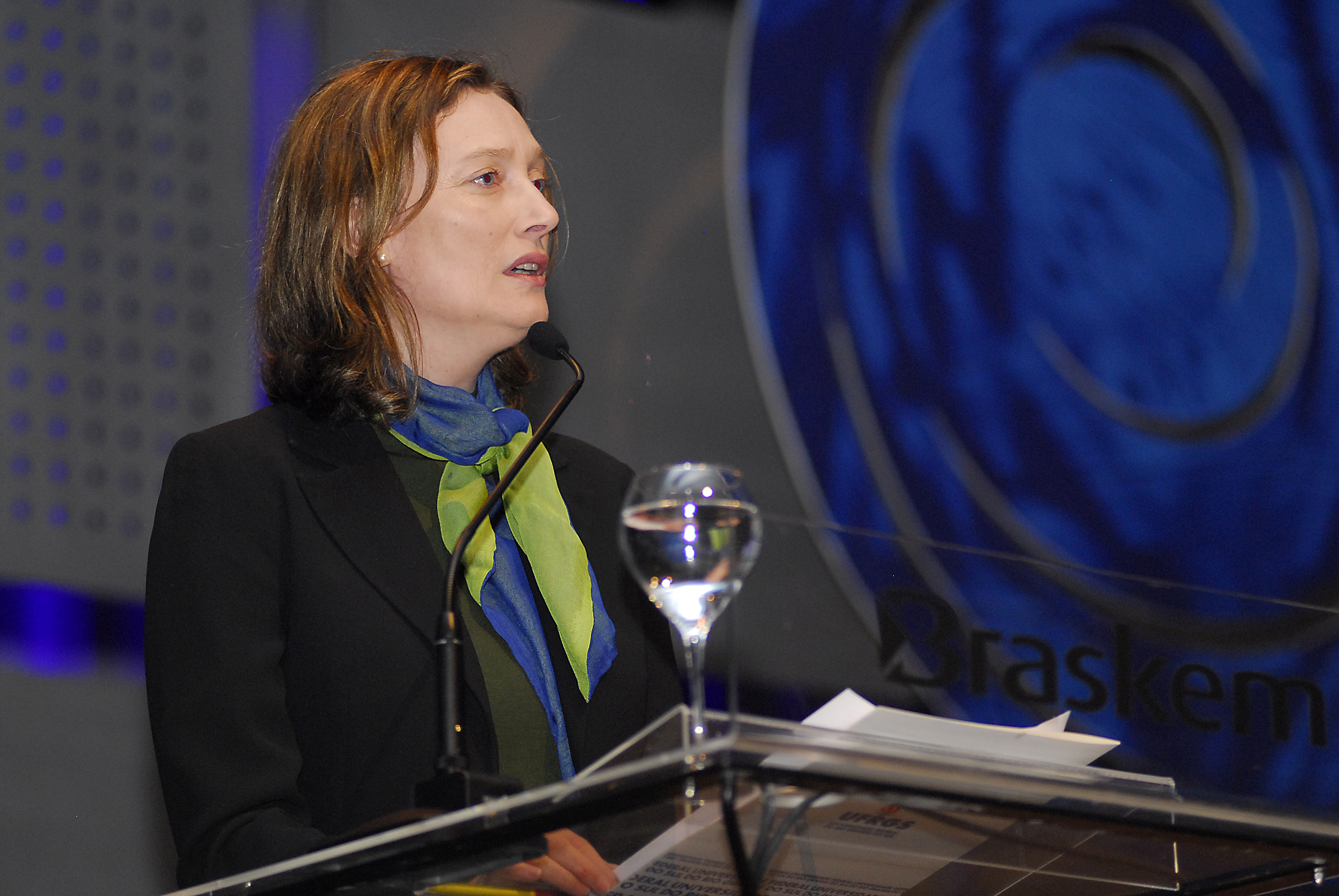
En un discurs com la Secretaria de Drets Humans, en el primer mandat de Dilma Rousseff

El 8 de desembre de 2010, la presidenta electa, Dilma Rousseff, va confirmar l'elecció de Maria do Rosário per ocupar la Secretaria de Drets Humans de la Presidència de la República, que té estatus ministerial. L'1 de gener de 2011, va rebre el títol de Ministra de la Secretaria de Drets Humans de la Presidència de la República, lliurat per Dilma Rousseff.
Va assumir el càrrec el 3 de gener, demanant al Congrés que aprovés el projecte de llei establint la Comissió de la Veritat i prometent complir els objectius del 3r Pla Nacional de Drets Humans. També va demanar al Congrés que aprovés la proposta d'esmena constitucional del treball esclau, que preveu l'expropiació i la destinació per a la reforma agrària de totes les terres on es realitza la pràctica.
Va deixar la cartera l'1 d'abril de 2014, sent reemplaçada per la ministre Ideli Salvatti, que va canviar la Secretaria de Relacions Institucionals per assumir la Secretaria de Drets Humans.

## Controvèrsies

### Cas Bolsonaro

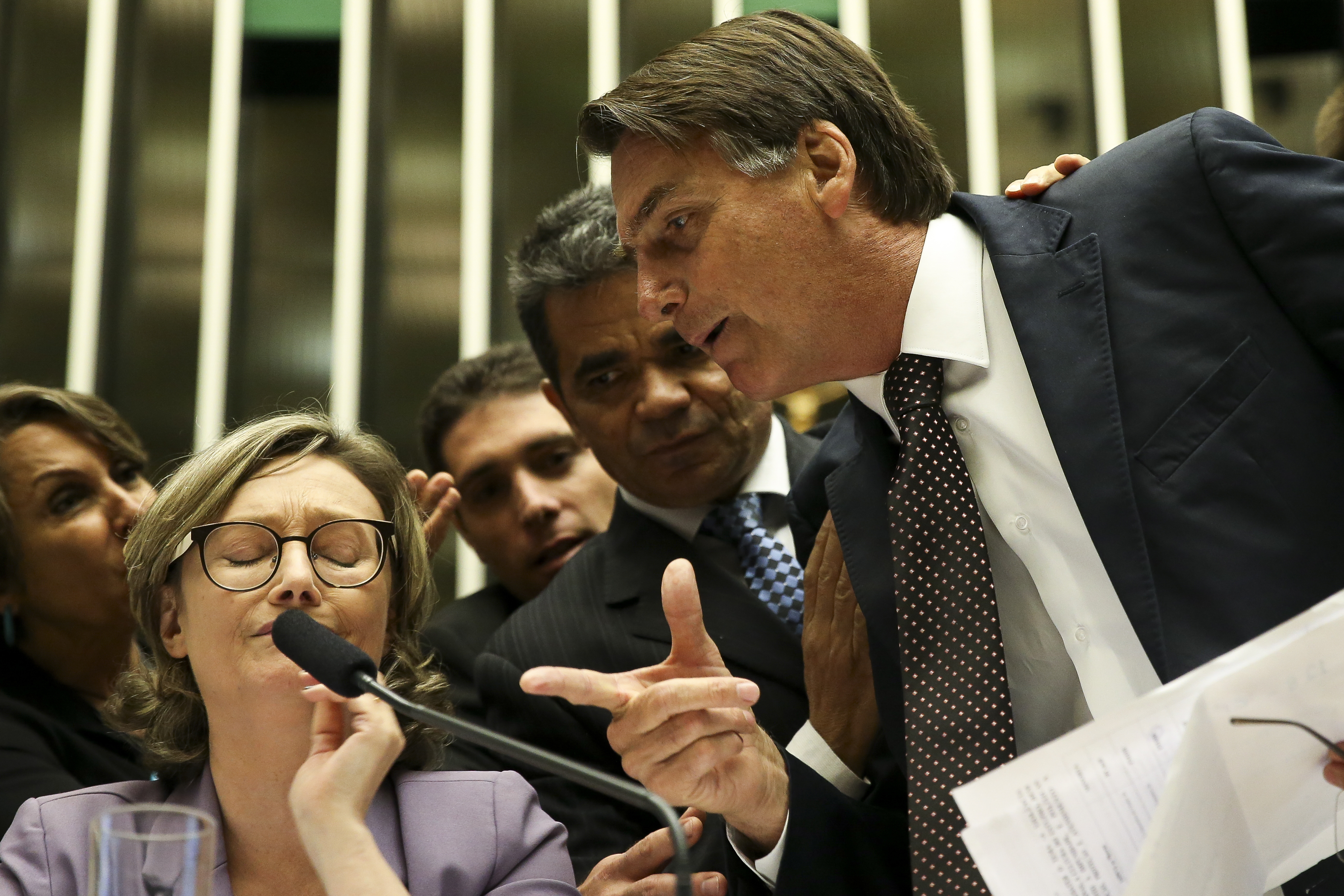
Jair Bolsonaro discutint amb la diputada Maria do Rosário al ple de la Cambra de diputats durant un debat sobre la violència contra les dones i les nenes i la violació, entre altres qüestions

El 19 de novembre de 2003, al Saló Verd del Congrés Nacional, Maria do Rosário i el diputat Jair Bolsonaro (PSL-RJ) concedien entrevistes sobre el cas Liana Friedenbach i Felipe Caffé. A una cadena televisiva, Bolsonaro va criticar la llei de la majoria d'edat penal (ja que un dels acusat del delicte era un menor d'edat), mentre que María do Rosário va parlar sobre el mateix tema per a altres periodistes, però finalment van acabar en una baralla entre ells gravada per les càmeres de televisió.
El registre recull María do Rosário declarant: «El senyor és qui promou aquesta violència, promou, sí ...». A continuació, Bolsonaro li pregunta: «Grava això!, grava això ara!, m'estàs dient violador?». Junt amb la veu del diputat, s'escolta al fons la veu de Maria do Rosário: «Sí, ho ets, sí». Jair Bolsonaro li contesta: «Mai no et violaré perquè no ho mereixes».
El 9 de desembre de 2015, María do Rosário va defensar els membres de la Comissió de la Veritat al Ple de la Cambra. Després, Bolsonaro va demanar la paraula i durant el seu discurs es va adreçar directament a la diputada: «No et vagis, no, Maria del Rosário, queda't aquí, queda't aquí. Fa uns pocs dies, al Saló Verd, em vas dir que era un violador i jo vaig et dir que no et violaria perquè no ho mereixes. Queda't aquí per escoltar-me».
En virtut de les declaracions fetes durant les discussions amb Maria do Rosário, Bolsonaro va ser condemnat en primera instància pels danys morals al setembre de 2015. El juny de 2016, el Tribunal Federal Suprem (Supremo Tribunal Federal, STF), quan va analitzar la denúncia de la Procuradoria general de la República i la queixa de la mateixa diputada, va decidir obrir dues accions penals contra el diputat Bolsonaro. En una decisió de quatre vots contra un, la Sala Segona del Tribunal Suprem entén que, a més d'incitar a la pràctica de la violació, Bolsonaro ofèn l'honor de la col·lega. Com a resultat, el Jair Bolsonaro va ser acusat de la suposada pràctica d'apologia al crim i per injúria. La denúncia contra Bolsonaro per tolerar el crim es va presentar al desembre de 2014 per Ela Wiecko (viceprocuradora general de la República), i en cas de ser declarat culpable, podia ser castigat amb 3 a 6 mesos de presó, més una multa. El 15 d'agost de 2017, el Tribunal Superior de Justícia (Superior Tribunal de Justiça, STJ) va confirmar la decisió de primera instància i va dictaminar que Jair Bolsonaro paguès una indemnització de 10.000 reais a Maria do Rosario.

### Comissió d'Investigació de Petrobras
El 9 d'abril de 2014, la diputada federal Maria do Rosário va realitzar un debat amb el diputat federal Delegado Waldir (PSDB) a la Comissió d'Investigació de Petrobras. Durant el testimoni del tresorer del Partit dels Treballadors, João Vaccari Neto, al Congrés, Waldir va dir a Neto que era «el major corrupte i lladre de la història del país» i va acusar al Partit dels Treballadors de «patrocinar la corrupció» al Brasil. Emprenyada per les declaracions, Maria do Rosário va qüestionar la salut mental de Waldir: «El senyor ha passat el psicotècnic? Com ha passat el concurs per a delegat?». Al principi de la sessió, Waldir va ser acusat pel diputat Jorge Solla (PT-BA) per la sospita d'haver participat en l'acte d'un funcionari de la Cambra de diputats que va alliberar cinc ratolins al Ple de la Comissió d'Investigació de Petrobras tan aviat com Vaccari va entrar al recinte. Waldir va dir aleshores que demandaria el Partit dels Treballadors, Rosário i Solla.

### Control durant l'operació Festa Segura
A la matinada de l'11 d'abril de 2015, durant un control d'alcoholèmia de l'operació Balada Segura (Festa Segura), la diputada va tenir el seu vehicle retingut per no tenir la deguda documentació. Més tard va elogiar el treball dels agents en el seu compte de Twitter i, a través de la seva assessoria, va afegir: «Vaig cometre l'error d'oblidar la documentació. He actuat com s'hauria de fer. He obeït a la supervisió i el càstig perquè, tot i que va ser una mera distracció, és el que dicta la Llei».

### Operació autorentat
Maria do Rosário va ser acusada per l'antic director d'Odebrecht, Alexandrino d'Alencar, en un acord de rebaixament de pena, de rebre de la caixa caixa B d'Oderbrecht diners per la campanya electoral de 2010. La diputada es va defensar les acusacions, i va respondre «qui no deu res, no ha de tèmer». El Tribunal Federal Suprem del Brasil investiga el cas.